# Мильбертсхофен (станция метро)
«Мильбертсхофен» (нем. Milbertshofen) — станция Мюнхенского метрополитена, расположенная на линии . Станция находится в районе Мильбертсхофен (нем. Milbertshofen). 

## История
Открыта 20 ноября 1993 года. 

## Архитектура и оформление
Основной идеей планирования станции было использование прямолинейных поверхностей и геометрических фигур в угловых структурах. Платформа с ярко оформленными панелями освещается большими лампами, которые крепятся в виде балдахина на потолке. Люминесцентные лампы поочередно наклонены наружу и внутрь. Шестиугольные колонны обшиты красноватым блестящим гранитом. На задних стенах с бирюзовой грунтовкой прикреплены горизонтально расположенные опорные элементы, которые покрыты мозаичной стеклянной плиткой. Это расположение прерывается только посередине, так как здесь расположены крупные опорные элементы с красной и синей мозаичной плиткой.

## Пересадки
Проходят автобусы следующих линий: N41.